# Demon (노래)
Demon은 박재범이 출연한 영화 <Hype Nation>의 OST로, 마이클 잭슨의 <Dangerous>를 프로듀싱한 미국의 힙합거장 Teddy Riley가 작업한 곡으로 화제를 모았다. 노래 중간에 차지하는 랩 가사는 박재범이 직접 작사하였다. 이 곡은 2010년 8월 28일 박재범의 첫 번째 팬미팅 당시 뮤직비디오와 함께 처음으로 무대를 선보였으나 그 당시에는 싱글로 발매되지 않았고, 처음 무대에서 공개된지 약 1년 뒤인 2011년 9월 5일 <Demon>은 디지털 싱글로 발매가 되었다.

## 특징
- Demon 뮤직비디오에 iHQ소속의 김사랑이 출연하였다.

## 수록곡
1. Demon